# Love All the Hurt Away
Love All the Hurt Away – album muzyczny Arethy Franklin z 1981 roku wydany przez Arista Records.

## Lista utworów
1. Love All the Hurt Away - 4:09
2. Hold On! I'm Comin - 5:14
3. Living in the Streets - 3:53
4. There's a Star for Everyone - 4:26
5. You Can't Always Get What You Want - 5:18
6. It's My Turn - 5:30
7. Truth and Honesty - 4:15
8. Search On - 4:47
9. Whole Lot of Me - 3:23
10. Kind of Man - 4:19